# Isosticta robustior
Isosticta robustior är en trollsländeart som beskrevs av Friedrich Ris 1915. Isosticta robustior ingår i släktet Isosticta och familjen Isostictidae. Inga underarter finns listade i Catalogue of Life.